# Google Glass

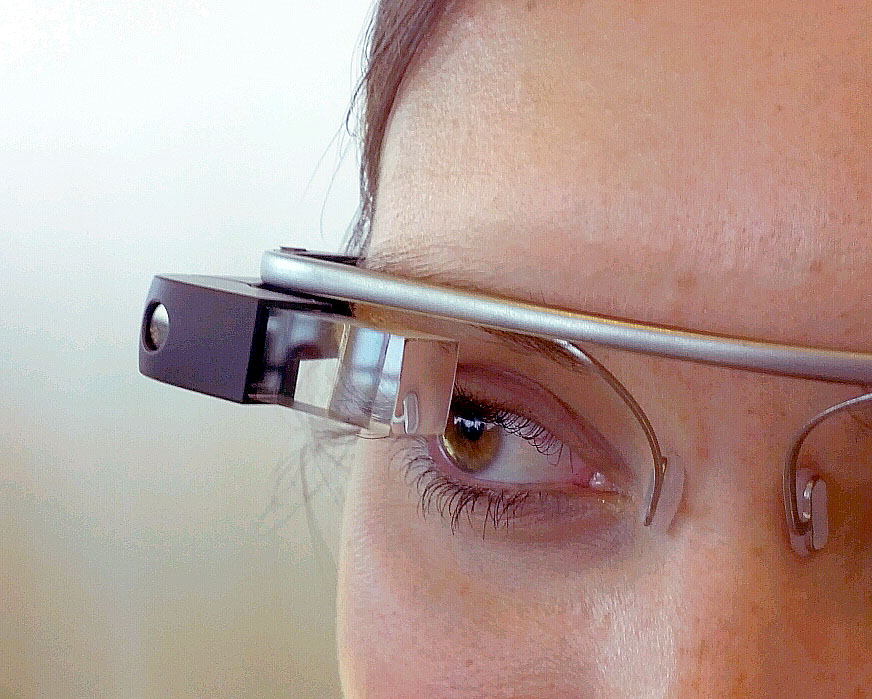
Een Google Glass-prototype, hier te zien op de jaarlijkse conferentie Google I/O in juni 2012

Google Glass is een draagbare computer in de vorm van een bril. Hij werd door Google Inc. ontwikkeld in het kader van het onderzoek- en ontwikkelingsproject Project Glass. Google Glass moest het mogelijk maken informatie te vinden door middel van een head-mounted display (HMD). Er is enkel een bètaversie van Google Glass op de markt geweest. Omdat de interesse voor het product gering bleef is de verkoop in 2015 gestaakt.

## Beschrijving
Google Glass geeft informatie weer zoals op een smartphone, maar dan handsfree. Een gebruiker kan het toestel bedienen met zijn stem of een touchpad aan de zijkant van het toestel.
Glass werd ontwikkeld door het Google X Lab in de VS, dat ook werkte aan auto's zonder bestuurder. Het project was aangekondigd op Google+ door de projectleiders Babak Parviz, Steve Lee en Sebastian Thrun. Google heeft Project Glass gepatenteerd.
In de bètaversie waren geen brillenglazen toegevoegd aan het toestel, maar Google overwoog samenwerking met brillenfabrikanten en dacht er aan om winkels te openen waar klanten de vinding konden uitproberen. De bril was modulair opgebouwd en daardoor ook te koppelen aan een normale bril. De bètaversie (voor testers en ontwikkelaars) ondersteunde echter geen brillenglazen op sterkte. In juni 2014 begon Google met verkoop van de bètaversie in het Verenigd Koninkrijk. en in september van dat jaar in de Verenigde Staten. Op 15 januari 2015 stelde Google dat Glass de bèta-fase was ontgroeid. Een dag later werd aangekondigd dat Google stopt met het verkopen van het prototype aan consumenten. Grote bedrijven die Google Glass voor professionele doeleinden gebruikten, konden de bril wel nog krijgen. Later kondigde Google aan dat de volgende versie van Google Glass, de 'enterprise edition' enkel voor bedrijven beschikbaar zou zijn. Een datum voor de release van een consumentenversie werd meer niet gegeven.

## Techniek
De display van de Google Glass heeft een resolutie van 640×360. Dit is volgens Google vergelijkbaar met een 25 inch-HD-beeldscherm vanaf een paar meter afstand. Daarnaast heeft de bril een camera met 5 MP voor foto's. Voor video geldt 720p. Door middel van vibraties tegen de zijkant van de schedel komt het geluid binnen in het binnenste van het oor. 
De besturing van het apparaat wordt geregeld door spraakbesturing en de touchpad. De Google Glass zou opgeladen kunnen worden met een micro-USB. Als de Google Glass is opgeladen zou deze bij normaal gebruik een dag meegaan. Voor de opslagruimte is 12 GB vrijgemaakt. 
Verder bevat de Google Glass nog een CPU, microfoon, wifi en bluetooth.

## Bezwaren

### Privacy
Wegens privacyproblemen zijn de prototypes van Google Glasses niet overal toegelaten. In verschillende cafés en casino's zijn de Google Glasses uit privacyoverwegingen of angst voor valsspelen verboden. Google  kondigde aan geen gezichtherkenning toe te passen, maar er is al een app beschikbaar die deze functionaliteit toevoegt en de gebruiker realtime-informatie geeft over de persoon voor hem.

### Verkeersveiligheid
Er zijn vragen over het gebruik van de Google Glass in het verkeer. Er wordt onderzoek gevraagd naar de mogelijkheid dat de bril de bestuurder te veel afleidt. Daarnaast maken politieke partijen zich zorgen over het zicht en over de dode hoek die ontstaat door het montuur van de bril.

## Toepassingen

### Mensen met een beperking
In 2013 is onderzoek gedaan naar de mogelijkheden die Google Glass biedt voor mensen met een handicap. Men denkt aan slechtzienden, slechthorenden, rolstoelgebruikers en mensen met een verstandelijke beperking, onder meer bij het gebruik van het openbaar vervoer.